# 石澤小枝子
石澤 小枝子（いしざわ さえこ、1932年8月15日 - ）は、日本のフランス文学者、児童文学者。梅花女子大学名誉教授。

## 略歴
東京生まれ。旧姓・内海。1955年大阪大学文学部仏文科卒、1958年同大学院文学研究科仏文科修士課程修了。
1970年梅花女子大学文学部専任講師、1975年助教授、1982年教授、2008年名誉教授。
1991年『フランス児童文学の研究』で日本児童文学学会賞受賞。
明治期日本のちりめん本を研究、自ら創作も行った。

## 著書
- 『おひさまをはこぶちょう』（小沢良吉絵、PHP研究所） 1980
- 『おばあさんのどんぐりパン』（笠原美子絵、PHP研究所） 1985
- 『かぜのよるのできごと』（小沢良吉絵、文化出版局） 1985
- 『フランス児童文学の研究』（久山社） 1991
- 『そして今、わたしは』（編、私家版） 2002
- 『ちりめん本のすべて 明治の欧文挿絵本』（三弥井書店） 2004

### 共著
- 『フランスの子ども絵本史』（高岡厚子, 竹田順子, 中川亜沙美共著、大阪大学出版会） 2009
- 『フランス児童文学のファンタジー』（高岡厚子, 竹田順子共著、大阪大学出版会、阪大リーブル） 2012

## 翻訳
- 「ばら色の雲 ほか」（ジョルジュ・サンド、西村保史郎等絵、講談社『こどもの世界文学 12(フランス編2)』） 1973
- 『サンドリヨン フランス童話集』（シャルル・ペロー、東洋文化社、メルヘン文庫） 1980
- 『ワニのおくりもの』（クロード・モラン作、ジャン・マルク・バルテルミー絵、大日本図書） 1982
- 『子ども景色』（アナトール・フランス文、M・ブーテ・ド・モンヴェル絵、ほるぷ出版） 1986
- 『フランス児童文学史』（フランソワ・カラデック、監訳、青山社(製作)） 1994